# Ruprecht Eser

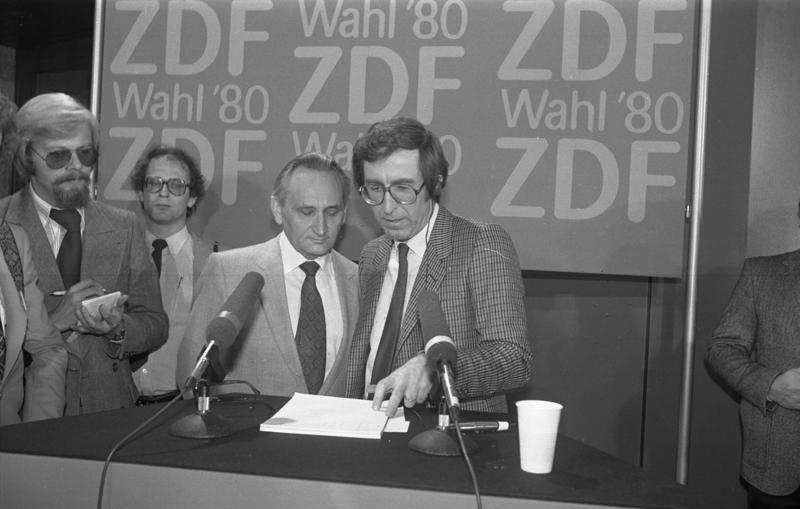
Ruprecht Eser (rechts) mit Egon Bahr nach der Bundestagswahl 1980

Ruprecht Gerhard Eser (* 6. Januar 1943 in Lutherstadt Wittenberg; † 9. Dezember 2022 in Hamburg) war ein deutscher Fernsehjournalist.

## Leben
Seine Schulzeit verbrachte Eser in Leipzig. Noch vor dem Mauerbau flüchtete seine Familie mit ihm nach West-Berlin. Er studierte von 1962 bis 1967 an der Freien Universität Berlin Publizistik, Politologie und Soziologie.

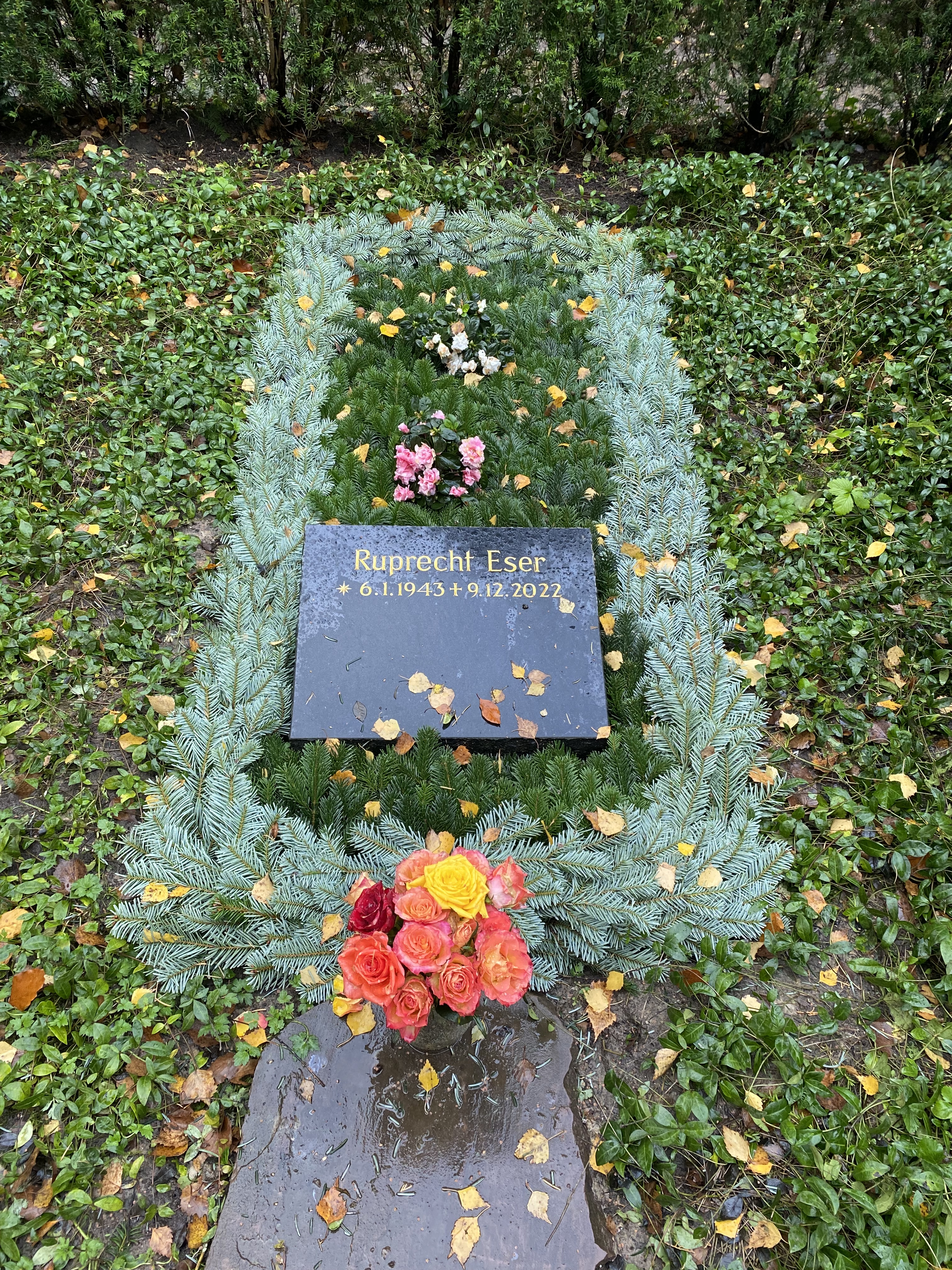
Grabstätte auf dem Nienstedtener Friedhof

Als Student war er nebenher für das Berliner Büro der BBC tätig. Nach seinem Examen 1967 arbeitete er dann bei der BBC in London in der Abteilung German-Service als Redakteur.
Im Jahr 1970 begann er für das ZDF in Mainz zu arbeiten und gehörte bis 1972 der Redaktion Politik und Zeitgeschehen an. Danach leitete er bis 1984 in der Hauptredaktion Innenpolitik die Redaktion Reportagen/Dokumentationen. Nach einem Abstecher als ZDF-Korrespondent in London wurde er 1985 Moderator und 1988 Redaktionsleiter des heute-journals.
Zum 1. März 1992 wechselte er zur privaten Gesellschaft Westschienenkanal GmbH & Co. KG (späteres VOX) als Programmdirektor. Im April 1993 trat er von dieser Position wieder zurück, da er laut Presseberichten mit seinem konzipierten Sendeschema in die interne Kritik geraten sein soll.
Im Oktober 1993 kehrte er zum ZDF zurück und übernahm die Sendung halb 12 – Eser und Gäste, von der bis 2003 327 Ausgaben ausgestrahlt wurden. Zeitweilig war er auch Chefreporter des ZDF. Er war von Juni 1997 bis Anfang 2004 ZDF-Hauptredaktionsleiter Gesellschafts- und Bildungspolitik. 2004 übernahm er die Leitung des ZDF-Studios in London.
Seit 2008 war er Lehrbeauftragter am Institut für Publizistik- und Kommunikationswissenschaft an der Freien Universität Berlin und seit 2010 auch an der Europäischen Medien- und Business-Akademie. Ab 2013 war er Honorarprofessor für Fernsehjournalismus an der Universität Leipzig.
Ruprecht Eser war ab 1992 in zweiter Ehe mit der ZDF-Moderatorin Marina Ruperti verheiratet. Aus der Ehe gingen zwei Kinder hervor. Eser hatte zudem zwei weitere Kinder aus erster Ehe. Er starb vier Wochen vor Vollendung seines 80. Lebensjahres am 9. Dezember 2022. Seine letzte Ruhestätte fand er auf dem Nienstedtener Friedhof.

## Ehrungen und Auszeichnungen
- 1982: Goldener Gong für Rekonstruktionen: Schleyer-Entführung, gemeinsam mit Horst Keller, Horst Schättle, Claudia Pörings und Wolf von Holleben
- 1990: Goldene Kamera